# State Farm Arena
Cet article traite de l'amphithéâtre à Hidalgo. Pour l'aréna à Atlanta, voir State Farm Arena (Atlanta)
La State Farm Arena est une salle omnisports à Hidalgo (Texas). Ses locataires étaient les Vipers de Rio Grande Valley (NBA Development League) et les Flash de Rio Grande Valley (Professional Arena Soccer League).